# Villers-Faucon
Villers-Faucon är en kommun i departementet Somme i regionen Hauts-de-France i norra Frankrike. Kommunen ligger i kantonen Roisel som tillhör arrondissementet Péronne. År 2022 hade Villers-Faucon 541 invånare.

## Befolkningsutveckling
Antalet invånare i kommunen Villers-Faucon
| Referens: INSEE |